# Baler
Baler est une ville de 3e classe, capitale de la province d'Aurora aux Philippines. Selon le recensement de 2015, elle est peuplée de 39 562 habitants. Elle est connue pour être le lieu de naissance de Manuel Quezón, et pour avoir été le dernier bastion des forces espagnoles dans les Philippines lors du siège de Baler.

## Barangays
Baler est divisée en 13 barangays.
- Barangay 1
- Barangay 2
- Barangay 3
- Barangay 4
- Barangay 5
- Buhangin
- Calabuanan
- Obligacion
- Pingit
- Reserva
- Sabang
- Suklayin
- Zabali

## Géographie
Baler est située sur la côte Est de Luçon, à 232km de Manille.

## Histoire

### Période pré-hispanique
Avant l'arrivée des Espagnols, Baler était déjà occupée. Les habitants de la région vivaient de l'agriculture, la chasse et la pêche, et étaient issus des ethnies Dumagat, Aeta et Ilongot, ces derniers étant craints car étant des chasseurs de têtes (à certaines périodes, ils se prenaient en chasse des personnes qu'ils décapitaient).

### Période espagnole
À l'arrivée des Espagnols dans l'archipel, la région se christianisa sous l'influence du missionnaire franciscain Esteban Ortiz, le premier missionnaire à atteindre Baler en 1578.

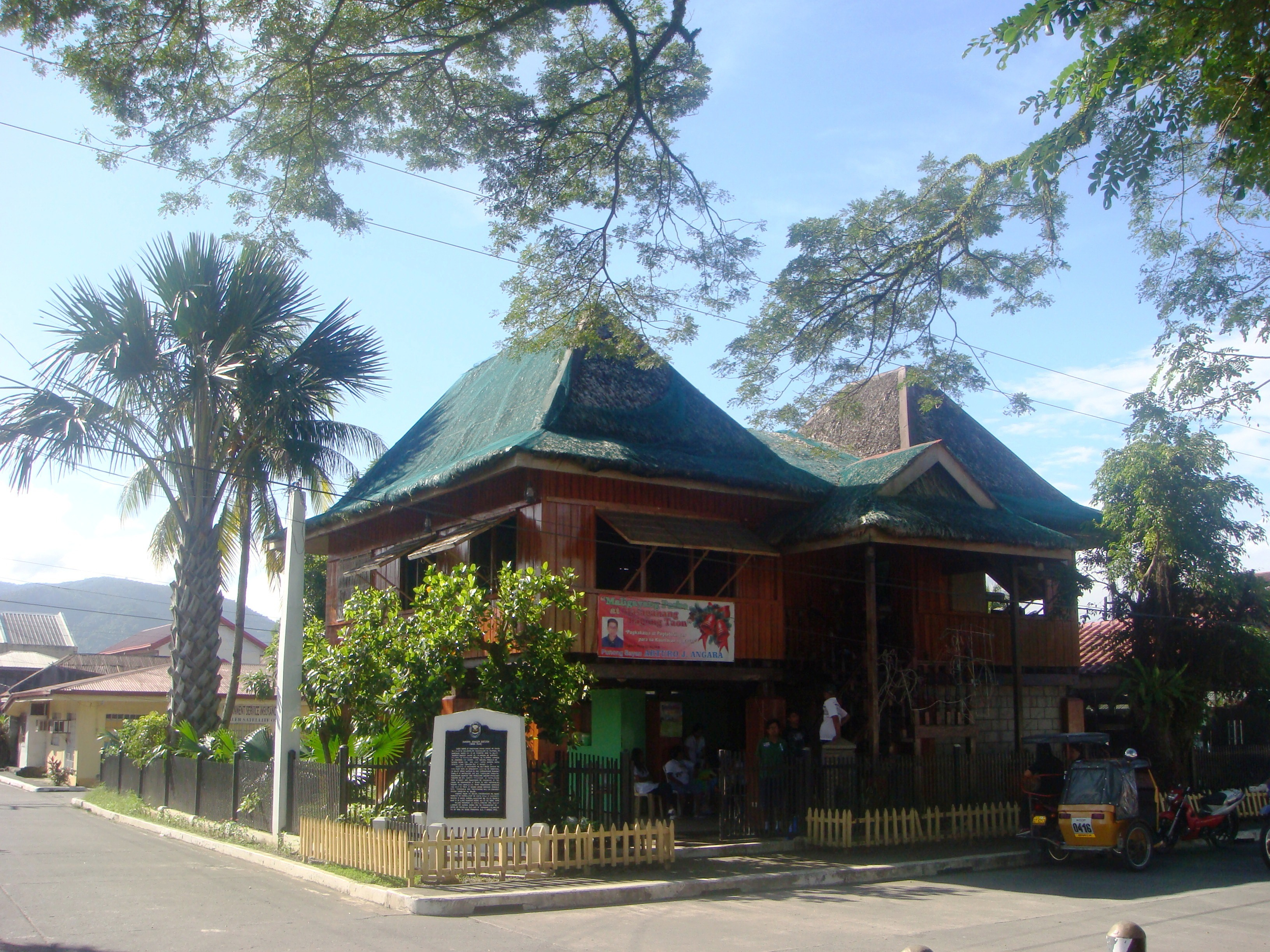
Reconstitution de la maison d'enfance d'Aurora Quezon, à Baler

Le 19 août 1878, Manuel Luis Quezon y Molina, futur artisan de l'indépendance et Président des Philippines, naquit à Baler. La ville vit aussi naître sa future épouse Aurora Quezon, dont le prénom fut donné à la province après l'indépendance et dont une reconstitution de la maison familiale est visible de nos jours.
Lors de la Révolution Philippine, Baler fut occupée par une garnison de 50 soldats espagnols. Ceux-ci résistèrent pendant 11 mois aux assauts des révolutionnaires philippins, et ce jusqu'à plusieurs mois après que la paix ait été signée car ils étaient coupés de toute communication avec leur état-major. À leur reddition, ils furent traités « comme des amis plutôt que des prisonniers », ce qui constitue aujourd'hui un élément important de l'amitié entre l'Espagne et les Philippines.

### Après la période espagnole
Lors de la guerre américano-philippine, une garnison américaine occupa de nouveau Baler. La Comedia de Baler commença ses activités en 1927, et les continue encore aujourd'hui.
En 1942 durant la Seconde Guerre mondiale, Baler fut occupée par les troupes impériales japonaises qui firent de l'école municipale une caserne. La ville fut reprise en 1945 par les troupes régulières américaines et philippines, ainsi que par les troupes de guérilla locales. Les Japonais détruisirent l'église San Luis Obispo de Tolosa pendant leur retraite.
Le 14 juin 1951, Baler devint officiellement la capitale de la sous-province (à présent province) d'Aurora.

## Administration
Depuis 2013, le maire de Baler est Nelianto C. Bihasa.
- Petra (Majorque) (Espagne)

## Film tourné à Baler
- 1976-1977 : Apocalypse Now (Apocalypse Now) de Francis Ford Coppola est tourné à la Baie de Baler